# تاریخ کلیسا (یوسبیوس)

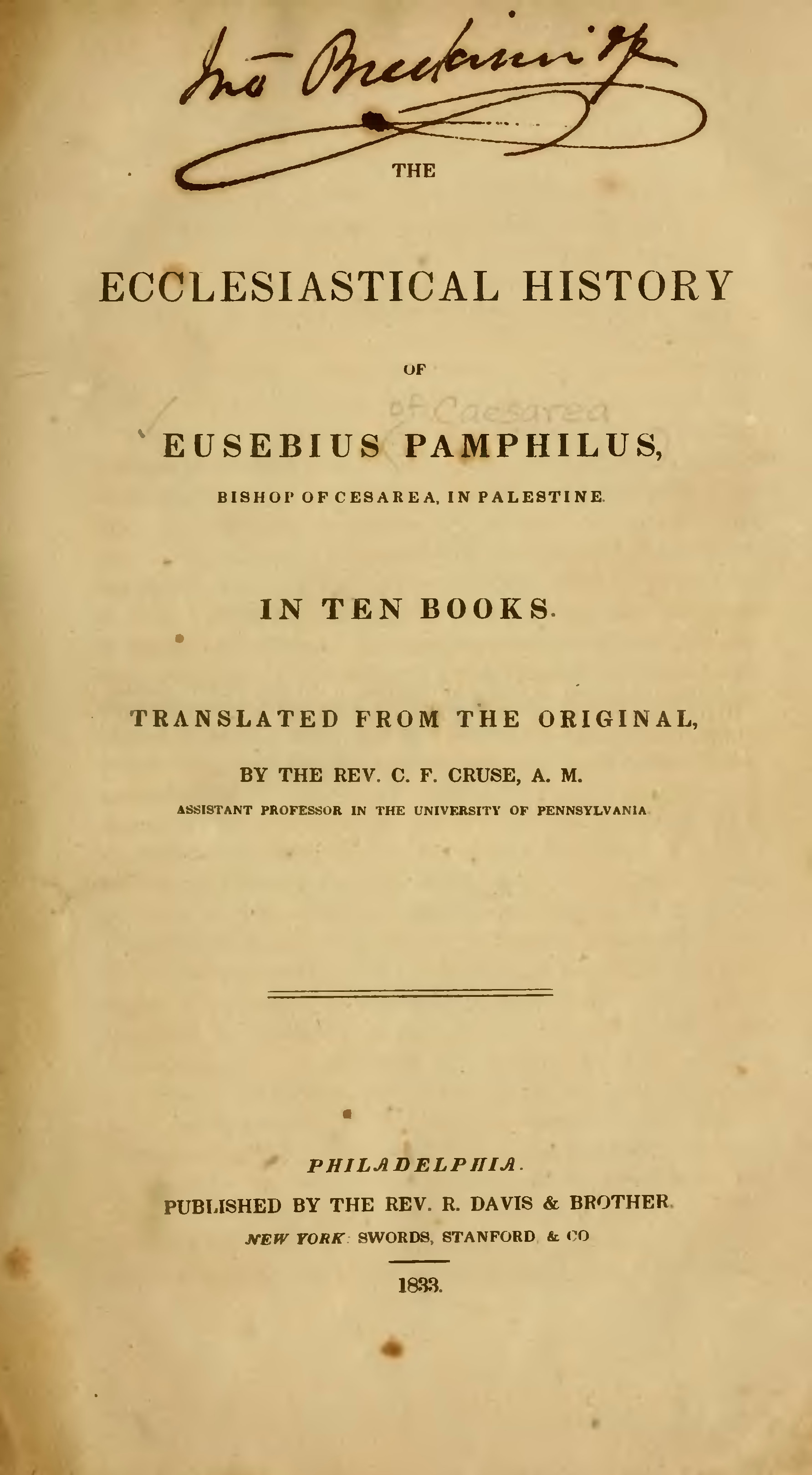

تاریخ کلیسا (زبان یونانی: Ἐκκλησιαστικὴ ἱστορία) اثری از اسقف یوسیبوس قیصریه یک اثر پیشگام در قرن چهارم بود که گزارشی زمانی از توسعه تاریخ مسیحیت اولیه از قرن اول تا قرن چهارم ارائه می‌کرد. این کتاب به زبان یونانی کوینه نوشته شده‌است، و همچنین در نسخه‌های خطی لاتین، سریانی و ارمنی باقی مانده‌است.